# Epimedium glandulosopilosum
Epimedium glandulosopilosum är en berberisväxtart som beskrevs av H.R. Liang. Epimedium glandulosopilosum ingår i släktet sockblommor, och familjen berberisväxter. Inga underarter finns listade i Catalogue of Life.